# バルバドスの大統領
バルバドスの大統領（バルバドスのだいとうりょう、英語: President of Barbados）は、バルバドスの元首および名目上の行政府の長たる大統領である。

## 概要
1966年の独立以降、同国の元首であったバルバドス国王およびその代理人であるバルバドス総督を継承する。これまで採用されていたウェストミンスター・システムを引き継ぎ、議院内閣制の政体をとる。
バルバドス国防軍の最高指揮官を兼ねる。2021年11月30日の共和制移行に伴い、それまで同国の元首であったバルバドス国王とその代理人であるバルバドス総督に代わって設置された。
大統領はバルバドス議会によって間接選挙で選出される。

## 権限
大統領は憲法に与えられた権限を行使する。
- 名目上ではあるが行政権を持っている。ただし実権は首相率いる内閣が行使する。大統領は首相を任命し、また首相の指示のもと少なくとも5人以上の国務大臣を任命する。
- 元老院（英語版）（上院）、代議院（英語版）（下院）とともにバルバドスの立法府を構成する。ただし大統領は立法に参加することはできない。大統領は議会が可決した法案を承認し、これに署名する。拒否権は存在しないが、憲法は署名の期限等を設けていないため署名を無期限に延期することは可能である。
- 大統領は裁判官を任命し、犯罪者に対して恩赦を与える。

## 大統領の一覧
| 代 | 大統領                          | 大統領 | 所属政党 | 期 | 在任期間                  | 在任期間    | 備考             |
| -- | ------------------------------- | ------ | -------- | -- | ------------------------- | ----------- | ---------------- |
| 01 | サンドラ・メイソン Sandra Mason |        | 無所属   | 1  | 2021年11月30日 - （現職） | 3年 + 102日 | 前バルバドス総督 |